# Нетиевский, Сергей Александрович
Серге́й Алекса́ндрович Нетие́вский   (род. 27 марта 1971, Басьяновский, Верхнесалдинский район, Свердловская область, РСФСР, СССР) — российский актёр телевидения, сценарист, телеведущий, продюсер и экс-участник шоу «Уральские пельмени».

## Биография
Родился 27 марта 1971 года в посёлке Басьяновском Верхнесалдинского района Свердловской области. Там же и окончил местную школу № 12. Затем поступил и в 1993 году окончил Уральский политехнический институт по специальности «Технология машиностроения». Ветеран студенческого строительного отряда «Мечта». После окончания института некоторое время работал директором магазина «Хозяин» в Екатеринбурге. В 1999 году стал директором ТО «Уральские пельмени».
В 2007 году начал жить и работать в телевизионной сфере в Москве. Как продюсер запустил несколько юмористических и развлекательных проектов, самый яркий из которых — шоу «Уральские пельмени».
В 2016 году открыл центр здоровья «Los Island»
В 2018 году выпустил мастер-классы для продюсеров, управленцев и предпринимателей.
C 2020 года дает стендап-концерты.
Женат, отец троих детей.

## «Уральские пельмени»

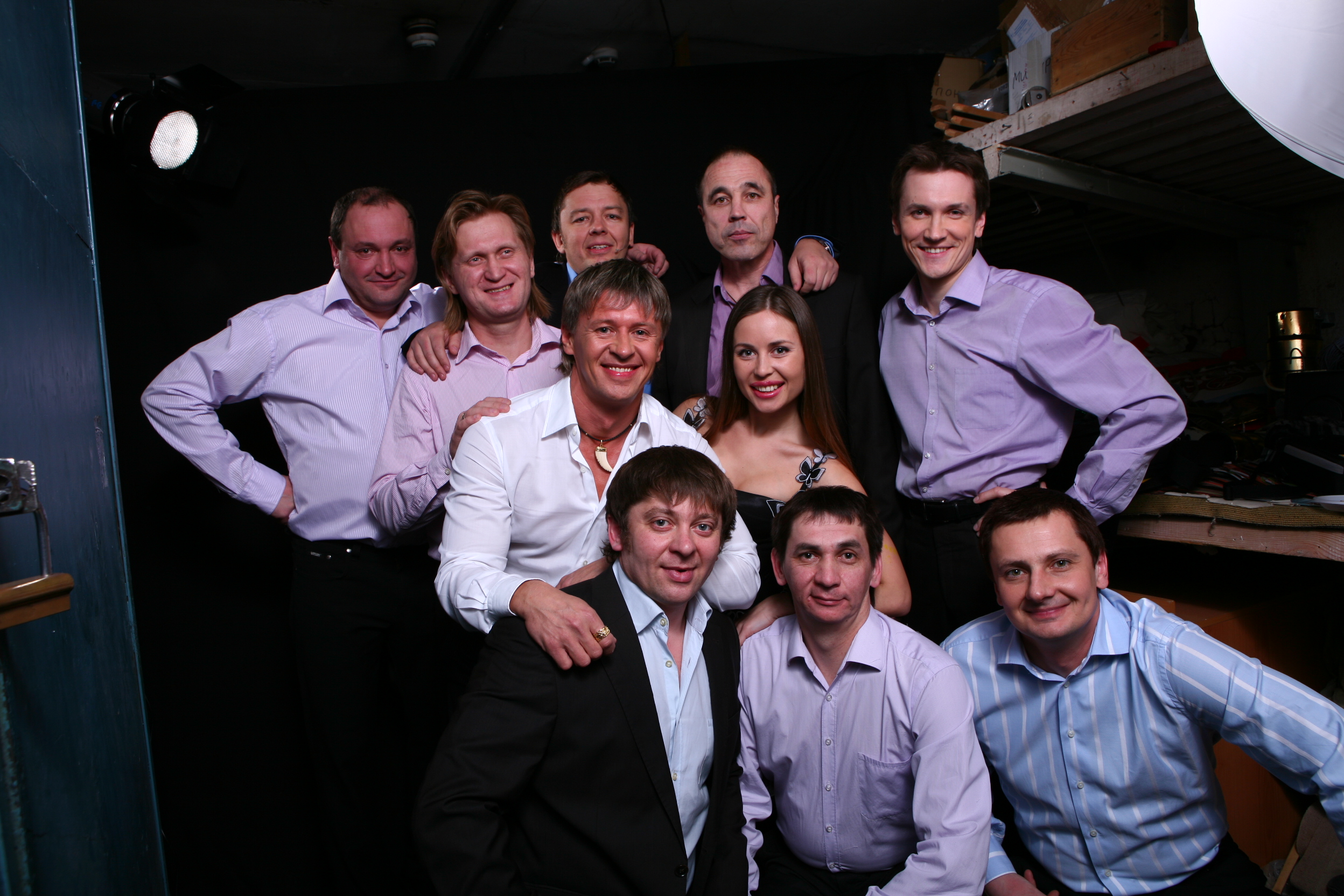
За кулисами концерта в Екатеринбурге, 2011

В 1994 году стал участником команды КВН «Уральские пельмени», которую возглавил в 1998 году. В составе команды стал чемпионом Высшей лиги КВН 2000 года, является обладателем главной награды «Большой КиВиН в золотом» на музыкальном фестивале «Голосящий КиВиН — 2002» в Юрмале, победителем Летнего Суперкубка КВН 2002 года и Зимнего Кубка Высшей Украинской Лиги КВН 2005 года, является трёхкратным призёром музыкального фестиваля «Голосящий КиВиН» в Юрмале.
В 2009 году, после окончания игр в КВН, создал и выступил продюсером юмористического шоу «Уральские пельмени» на РЕН ТВ с юбилейной программой «Уральские пельмени — нам 16 лет», а затем запустил постоянное шоу Уральские пельмени на СТС.
В 2012 году запустил Youtube-канал «Уральские пельмени», который набрал свыше 4 млн подписчиков к 2016 году.
В 2013 году созданное коллективом и снятое его продакшн-компанией телевизионное шоу «Уральские пельмени» получило теленаграду «ТЭФИ-Содружество».
В составе коллектива шоу «Уральские пельмени» был включён Forbes в рейтинг «50 главных российских знаменитостей — 2013».
В 2015 году оставил шоу «Уральские пельмени» из-за конфликта в коллективе.
После выхода из шоу компания «Фест Хенд Медиа» Нетиевского передала коллективу товарный знак «Уральские пельмени» за 2 рубля.
В мае 2019 года Арбитражный суд Москвы возбудил дело против членов коллектива Исаева, Брекоткина, Попова, Соколова, Калугина и Ершова о выводе денежных средств из компании ООО «Идея Фикс Медиа», принадлежащей Нетиевскому, путём заключения мнимой сделки и получения ими 14-ти невозвратных займов по 4,9 млн рублей каждый. Суд не удовлетворил иск ООО «Идея Фикс Медиа».

## Телевизионная и продюсерская карьера
Креативный продюсер и ведущий передачи «Шоу Ньюs», выходившей на ТНТ в 2007—2008 годах.
В 2012 году основал продакшн-компанию «Фёст Хэнд Медиа».
В 2012 году запустил шоу «МясорУПка», вышел первый сезон.
В 2015 году выпустил скетчком «Сезоны любви» (2014).
В 2015—2016 годах организовал фестиваль «Лига импровизаций».
Создал для телеканала СТС с участием актёров шоу «Уральские пельмени» пилотный выпуск скетч-шоу «Отцы и эти».
В 2015 году произвёл документальный фильм «По ту сторону смеха» к 20-летнему юбилею шоу «Уральские пельмени».
В 2018 году выступил режиссёром и креативным продюсером юбилейной программы «Вокруг смеха» на Первом канале.
В 2023 году спродюсировал детское новогоднее шоу телеканала Мульт.

### Фильмография
- Продюсер и режиссёр информационно-юмористического шоу «Ньюс-Баттл Профилактика» (2017) на телеканале «Москва 24».
- Продюсер, автор и ведущий юмористического шоу «Ньюс-баттл Профилактика» (2016) на телеканале «Москва 24»[11].https://www.youtube.com/playlist?list=PLzegXUxZu3xJL9F2z_1yNhxBscs3wz2bP
- Сценарист, актёр и ведущий юмористического шоу «Уральские пельмени» (2009—2015) на СТС.
- Режиссёр, сценарист скетчкома «Сезоны любви» (2014) на телеканале «Домашний».
- Участник юмористического шоу «Большой вопрос» (2014) на СТС.
- Член жюри телепередачи «Креативный класс» (2013) на СТС.
- Продюсер, автор и ведущий юмористического шоу талантов «МясорУПка» (2012) на СТС.
- Креативный продюсер скетч-шоу «Нереальная история» (2011) на СТС.
- Продюсер и ведущий скетч-шоу «Шоу Ньюs» (2007—2008) на ТНТ.
- Актёр ситкома «Вне родных квадратных метров» (2001) на ТВ-6.

### Дубляж
- 2013 — Монстры на острове 3D (2011)

## Проекты
- Креативный продюсер шоу «Ньюс-батл ПРофилактика» на телеканале «Москва 24».
- Продюсер и актёр шоу «Уральские пельмени» на СТС.
- Продюсер, сценарист, актёр шоу «МясорУПка» на СТС.
- Продюсер, сценарист, режиссёр полнометражной комедии «9 марта» (в производстве с 2016 года).
- Продюсер ТВ-проекта СТЭМ-шоу «Игры в театр» (в производстве с 2016 года).
- Продюсер и ведущий развлекательно-юмористического проекта «Лига импровизаций» (2016).
- Продюсер youtube-канала «Уральские Пельмени».

## Общественная деятельность
В 2015 году посвящён в послы XXIX Всемирной Зимней Универсиады — 2019 в Красноярске руководителем дирекции универсиады Максимом Уразовым.
В 2016 году был приглашён председателем жюри Всероссийского фестиваля-конкурса СТЭМов «МКС»-2016 в Самаре.
В начале 2019 года вошёл в Совет по культуре молодёжного парламента при Государственной думе.